# وزن نوعي مغمور
الوزن النوعي المغمور هو القياس عديم الأبعاد لطفوية جسم ما عندما يُغمر في سائل. ويمكن التعبير عنه بالمعادلة
{\displaystyle {\text{SSG}}={\frac {\rho _{o}-\rho _{f}}{\rho _{f}}}}
حيث {\displaystyle {\text{SSG}}} تمثل "الوزن النوعي المغمور"، و{\displaystyle \rho _{o}} هي كثافة الجسم، و{\displaystyle \rho _{f}} هي كثافة السائل.
ويتساوي الوزن النوعي المغمور مع الوزن النوعي الذي يُحْصَلُ عليه من خلال نسبة وزن الجسم إلى وزن السائل ناقص واحد. بمعنى أنه يكون للجسم والسائل نفس الكثافة، عندما يكون الوزن النوعي مساويًا لواحد والوزن النوعي المغمور مساويًا للصفر. وتبرز هذه الحقيقة فائدة استخدام الوزن النوعي المغمور في المسائل التي تشمل الطفوية وتوازنات القوى على الأجسام المغمورة: سوف يطفو الجسم بشكل طبيعي عندما يكون وزنه النوعي المغمور سلبيًا، ويغرق عندما يكون وزنه النوعي المغمور إيجابيًا. وبسبب هذه الخاصية وطبيعتها غير البعدية، ينتشر الوزن النوعي المغمور في معادلات نقل الرواسب.